# La Copa de Bullas
La Copa es la única pedanía de Bullas (Murcia, España). Está ubicada a una altitud de 550 m sobre el nivel del mar y situada a escasos 3 km al norte de Bullas.

## Historia
Según varias investigaciones, existen indicios de que el poblamiento de la Copa se remonta a varios siglos atrás, incluso se podría afirmar que éste es tan antiguo como el de Bullas y otras poblaciones importantes de la comarca.
Desde el final de la Guerra Civil en adelante, la pedanía ha contado con una población que ha oscilado entre los 900 y 1000 habitantes, sin embargo, en las últimas dos décadas la población ha ido en descenso, hecho que se ha incrementado en los últimos años. En la actualidad, el pueblo cuenta con una población que no llega a los 800 habitantes.

## Economía
La economía del pueblo ha estado basada históricamente, casi exclusivamente, en la actividad agrícola. Sin embargo, desde la década de 1960, la economía sufre una gran revolución, gracias a la creación de una importante fábrica de conservas, que surge como una empresa familiar. Este hecho hace que la economía se base más en el sector industrial y en otros sectores surgidos, como el de la construcción. Ambos sectores, la industria y la construcción, entraron en crisis en la década del 2000 y se intensificó en los últimos años, lo cual explica el acusado descenso de la población sufrido en los últimos años.

## Administración
La Copa pertenece administrativamente el Ayuntamiento de Bullas. Su pedáneo ha sido tradicionalmente un concejal asignado por el Ayuntamiento de Bullas, hecho que se interrumpió con la creación de una Junta Vecinal, a través de la cual, los habitantes de la pedanía, elegían a su alcalde-pedáneo de forma directa. Sin embargo, la Junta Vecinal ha sido anulada recientemente por dicho Ayuntamiento y se ha vuelto a la vieja costumbre, por la cual el pedáneo es elegido por el Ayuntamiento de Bullas y no por los vecinos de La Copa; aunque, en este caso, no se trata necesariamente de un concejal del consistorio.

## Lugares de interés
Hay dos lugares de interés principales en la pedanía: la iglesia de Nuestra Señora de la Consolación y la ermita del Calvario. Así mismo, el pueblo tiene varias calles que conservan el encanto de los pueblos antiguos y que aún reflejan el tipo de vivienda que se construía hace más de un siglo.

## Fiestas
Numerosas fiestas tradicionales religiosas salpican el calendario copero, dejando de manifiesto la gran riqueza cultural que siempre ha tenido el pueblo y su capacidad para conservarla hasta la actualidad.
Las más importantes son las fiestas patronales, en honor a las vírgenes Ntra. Sra. de la Consolación y Ntra. Sra. del Socorro (llamada por los vecinos 'La Socorrica') celebradas en septiembre; las más populares fuera del pueblo son, posiblemente, las fiestas en honor de San Anton, que tienen lugar en enero; y la fiesta con más esencia religiosa y tradición tiene lugar en diciembre, en honor a la Inmaculada Concepción.
Unido a las fiestas de la Purísima, existe una tradición musical de gran arraigo y riqueza: Los Auroros. Se trata de una cuadrilla centenaria de cante tradicional y religioso que se ha conservado hasta la actualidad ininterrumpidamente, hecho que sólo ha sucedido en escasas poblaciones de la Región de Murcia. Hoy goza de un repunte de popularidad, incluso tiene lugar de forma anual un Encuentro, a modo de festival, con diversas cuadrillas de este mismo cante, que vienen de diferentes puntos de la Región de Murcia.